# Le Cerneux-Péquignot
Le Cerneux-Péquignot – miejscowość i gmina w zachodniej Szwajcarii, w kantonie Neuchâtel.

## Historia
Miejscowość pierwszy raz została wzmiankowana w XVIII wieku jako Pequignot of Montlebon. Nazwa ta pochodziła od nazwiska właścicieli tej miejscowości. 

## Demografia
W Le Cerneux-Péquignot mieszka 316 osób. W 2021 roku 3,2% populacji gminy stanowiły osoby urodzone poza Szwajcarią. 

## Transport
Przez teren gminy przebiega droga główna nr 149.